# Sportovní střelba na Letních olympijských hrách 1980
Střelecké soutěže na Olympijských hrách v Moskvě 1980 se konaly od 20. července do 26. července 1980.

## Medailisté

### Muži
| Kategorie                                            | Zlato                     | Stříbro                   | Bronz                   |
| ---------------------------------------------------- | ------------------------- | ------------------------- | ----------------------- |
| 25 metrů rychlopalná pistole                         | Corneliu Ion (ROM)        | Jürgen Wiefel (GDR)       | Gerhard Petritsch (AUT) |
| 50 metrů libovolná pistole                           | Alexandr Melenťjev (URS)  | Harald Vollmar (GDR)      | Lyubcho Dyakov (BUL)    |
| 50 metrů libovolná malorážka 60 ran vleže            | Károly Varga (HUN)        | Hellfried Heilfort (GDR)  | Petar Zapryanov (BUL)   |
| 50 metrů libovolná malorážka 3×40 ran polohový závod | Viktor Vlasov (URS)       | Bernd Hartstein (GDR)     | Sven Johansson (SWE)    |
| 50 metrů průběžný cíl                                | Igor Sokolov (URS)        | Thomas Pfeffer (GDR)      | Aleksandr Gazov (URS)   |
| Skeet                                                | Kjeld Rasmussen (DEN)     | Lars-Göran Carlsson (SWE) | Roberto Castrillo (CUB) |
| Trap                                                 | Luciano Giovannetti (ITA) | Rustam Yambulatov (URS)   | Jörg Damme (GDR)        |